# Raúl Zarriello
Raúl Jorge Zarriello (Buenos Aires, 29 de marzo de 1916- 2 de julio de 1976) fue un periodista y político argentino de la Unión Cívica Radical, que se desempeñó como diputado nacional en tres períodos y como senador nacional por la Capital Federal.

## Biografía
Nació en Buenos Aires en 1916. Periodista de profesión, en política militó en la Unión Cívica Radical (UCR).
En las elecciones legislativas de 1954 fue elegido diputado nacional por la Capital Federal, siendo el único diputado radical del distrito. Su mandato desde abril de 1955 hasta 1961 fue interrumpido por el golpe de Estado de septiembre de 1955, que disolvió el Congreso de la Nación.
Con la división del radicalismo, pasó a formar parte de la Unión Cívica Radical del Pueblo (UCRP). Volvió a la Cámara de Diputados de la Nación entre 1958 y 1962, y por tercera vez en 1963, con mandato hasta 1967, interrumpido por el golpe de Estado de junio de 1966.
En 1973 fue electo senador nacional por la Capital Federal, junto a Fernando de la Rúa. Presidió la comisión de Vivienda del Senado y fue vicepresidente de la comisión de Defensa Nacional. Su mandato, que se extendía hasta 1977, fue interrumpido por el golpe de Estado del 24 de marzo de 1976.
Cuando la UCRP adoptó la denominación de Unión Cívica Radical, Zarriello presidió el comité de la Capital Federal y en julio de 1974 ocupó la vicepresidencia primera del Comité Nacional por su vinculación al balbinismo-unionismo.